# Simpsons

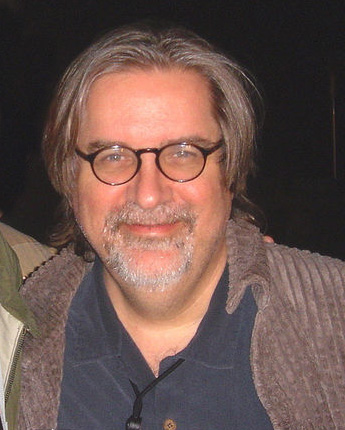
Matt Groening.

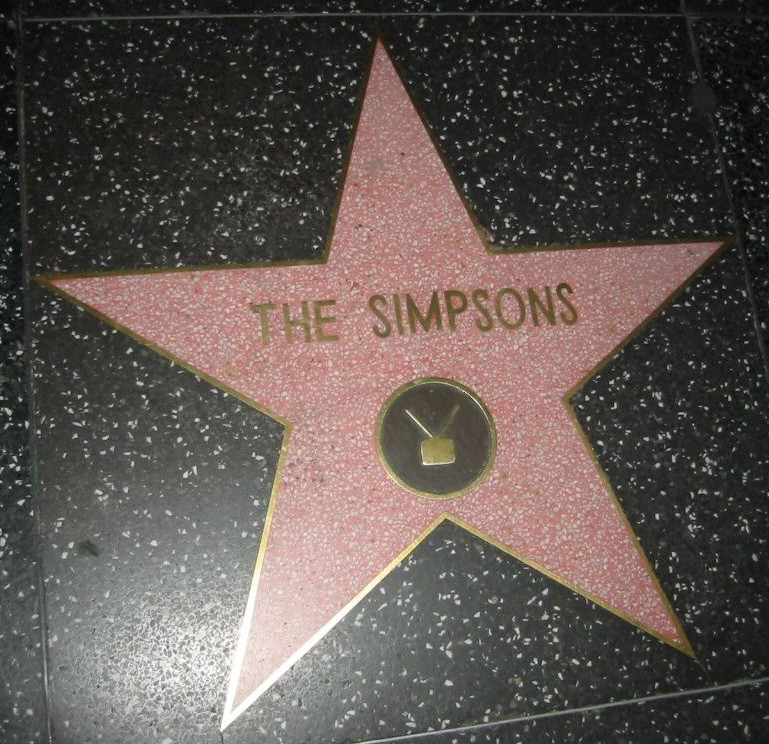
Simpsons stjärna på Hollywood Walk of Fame.

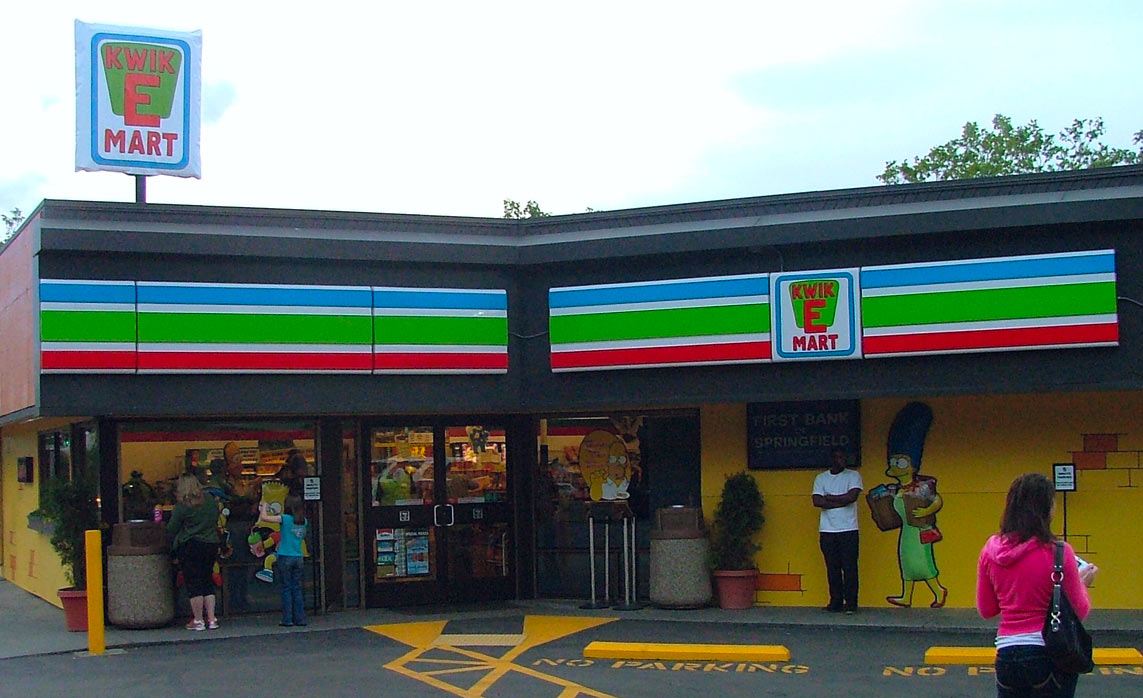
7-Eleven-butik i Seattle, ombyggd för att se ut som Kwik-E-Mart.

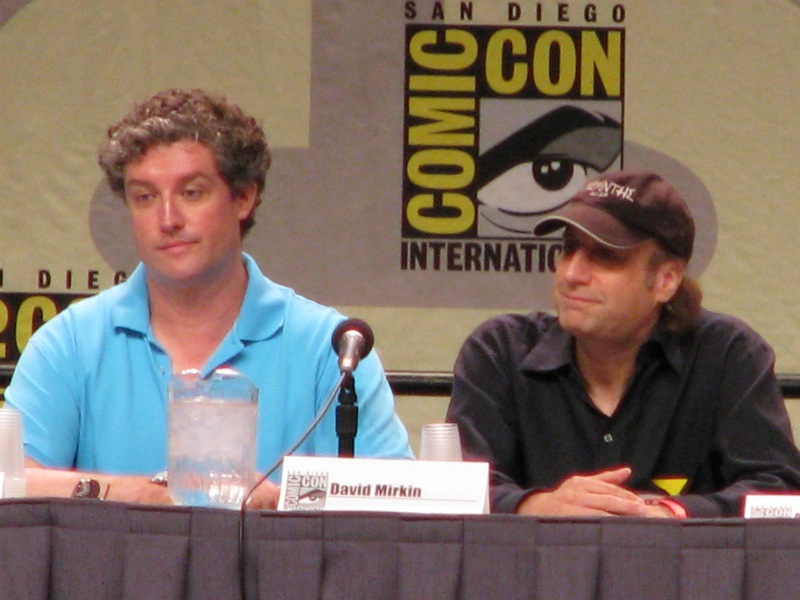
Al Jean och David Mirkin.

Simpsons (engelska: The Simpsons) är en amerikansk animerad satir- och komediserie. I seriens centrum står arbetarklassfamiljen Simpson, bestående av pappan Homer, mamman Marge, sonen Bart, dottern Lisa och spädbarnet Maggie, samt katten Snowball II och hunden Santa's Little Helper. Handlingen kretsar kring deras liv i den på ytan typiska amerikanska småstaden Springfield. Enligt skaparen Matt Groening ska Springfield ligga i delstaten Oregon.
Sedan 1992 produceras serien delvis av den koreanska studion Rough Draft Korea.
Titelmelodin, Simpsons Theme Song, skrevs 1989 av Danny Elfman.

## Bakgrund
Seriens upphovsman Matt Groening skapade familjen Simpson i mitten av 1980-talet, och våren 1987 började korta episoder på cirka en minut att visas i det nya humorprogrammet The Tracey Ullman Show. Totalt producerades 48 av dessa korta filmer mellan april 1987 och maj 1989. Filmerna hade blivit populära och den 17 december 1989 sändes det första avsnittet av TV-serien Simpsons i amerikansk TV. Trots att det hela började vid Tracey Ullman Show så gillade inte ens Tracey Ullman Simpsons-snuttarna och ville ta bort dem från hela programmet. Manusskrivarna till Tracey Ullman Show tyckte dock att The Simpsons var det roligaste i hela showen. Simpsons blev 1997 den animerade serie som sänts under flest säsonger i amerikansk primetime-TV, och är idag den amerikanska primetimeserie som producerats under längst tid.

## Rollfigurer
Familjen Simpson består av:
- Pappa Homer: Lat, korkad, impulsiv, naiv och socialt omogen, men med en stor kärlek till mat, öl (Duff), fläskkotletter, munkar, TV-tittande, Moes bar och sin familj. Han jobbar inom sektor 7G vid Springfields kärnkraftverk som ägs av Montgomery Burns. Homer är 38 år gammal i de tidigaste avsnitten och 40 i de senaste.
- Mamma Marge: Inte särskilt lik Homer. Hon är en huslig hemmafru som försöker vara ett gott föredöme för sina barn, även om hon har suttit i fängelse minst två gånger (Homer har suttit i fängelse minst sju gånger). Hon kännetecknas av sitt stora blåa hår, uppsatt i en remarkabelt hög frisyr. Som ogift hette hon Marge Bouvier.
- Sonen Bart: Rebellisk pojke som åker skateboard, klottrar (under namnet El Barto) och tycker om att skämta och busa. Är dock allergisk mot räkor (får man se i ett nyare avsnitt). Bart är 10 år gammal och går i fjärde klass. Bart samlar på frimärken.
- Dottern Lisa: Smartast i både familjen och sin skola. Hon tillbringar stora delar av sin tid inomhus, har få vänner, är vegetarian, spelar saxofon och är engagerad i miljö- och rättvisefrågor och mycket musikalisk. Lisa har avsagt sig kristendomen för att bli buddhist, är 8 år, går i andra klass och har 159 i IQ.
- Spädbarnet Maggie: Hörs vanligen inte säga ett ord. Hon skriker sällan utan suger mest på sin napp. Har haft tre stycken icke-kanonrepliker senast i avsnittet "Coming to Homerica" där hon upprepande gånger säger "Ja" på norska.

Nära släktingar är den virrige farfar Abraham (Abe) och Marges två buttra äldre tvillingsystrar Patty och Selma Bouvier. Homer har en rebellisk mor, Mona, som lämnade familjen på 1960-talet, men som har medverkat i flera avsnitt. Även Marges mamma Jacqueline förekommer i vissa avsnitt.
Dan Castellaneta och Julie Kavner, som spelar Marge och Homer, spelade även dem i gamla Tracey Ullman Show.
Utöver familjen finns ett enormt galleri av återkommande rollfigurer, av vilka många aldrig har någon bärande roll. De bor i den fiktiva, allmänt hållna staden Springfield. Det förekommer också referenser till North Takoma. Den fiktiva delstaten rymmer också städerna Shelbyville, Ogdenville och huvudstaden Capital City. Det finns dock åtskilliga städer i världen som heter Springfield, de flesta i USA, men också några få i Kanada och en i Australien.
Matt Groening fick idén till figurerna minuter innan mötet då han fick idén till The Simpsons. Egentligen var det meningen att han skulle göra en animerad version av sin seriestripp "Life in Hell", men han var orolig över om han skulle behålla rättigheterna till seriestrippen.
Serien försöker att upprätthålla ett ständigt status quo, vilket bland annat innebär att de flesta rollfigurer inte åldras nämnvärt. Bart och Lisa går i samma klass under i stort sett hela serien, trots att de då och då har sommarlov, jullov och avslutningar. Precis som alla andra inkonsekvenser i serien kommenteras det av olika rollfigurer under seriens gång. Säsongerna utspelar sig i nutid, därför är Marge och Homer födda under 1950-talet i de tidigare avsnitten, men i de senare under 1970-talet. I de äldre avsnitten har även familjen inte samma tekniska apparater som i dag, i de nyare avsnitten har alla familjemedlemmar utom Maggie mobiltelefon.

## Produktionen
Ett avsnitt har runt 20 manusförfattare.[källa behövs]

### Avsnitt
I och med säsong 32 har Simpsons kommit att omfatta över 700 avsnitt.
| Säsong | Säsong       | Antal avsnitt | Sändes på amerikansk TV             | Produkt- kod | Utgivningsdatum på DVD | Utgivningsdatum på DVD  | Utgivningsdatum på DVD | Utgivningsdatum på DVD |
| Säsong | Säsong       | Antal avsnitt | Sändes på amerikansk TV             | Produkt- kod | Region 1 USA           | Region 2 Storbritannien | Region 2 Sverige       | Region 4 Australien    |
| ------ | ------------ | ------------- | ----------------------------------- | ------------ | ---------------------- | ----------------------- | ---------------------- | ---------------------- |
|        | Kortfilmerna | 48            | 19 april 1987 – 14 maj 1989         | MGxx         |                        |                         |                        |                        |
|        | 1            | 13            | 17 december 1989 – 13 maj 1990      | 7Gxx         | 25 september 2001      | 24 september 2001       | 30 juli 2001           | 16 oktober 2001        |
|        | 2            | 22            | 11 oktober 1990 – 11 juli 1991      | 7Fxx         | 6 augusti 2002         | 8 juli 2002             | 19 juni 2002           | 18 september 2002      |
|        | 3            | 24            | 19 september 1991 – 27 augusti 1992 | 8Fxx         | 26 augusti 2003        | 6 oktober 2003          | 8 oktober 2003         | 22 oktober 2003        |
|        | 4            | 22            | 24 september 1992 – 13 maj 1993     | 9Fxx         | 15 juni 2004           | 2 augusti 2004          | 25 augusti 2004        | 25 augusti 2004        |
|        | 5            | 22            | 30 september 1993 – 19 maj 1994     | 1Fxx         | 21 december 2004       | 21 mars 2005            | 30 mars 2005           | 23 mars 2005           |
|        | 6            | 25            | 4 september 1994 – 21 maj 1995      | 2Fxx         | 16 augusti 2005        | 17 oktober 2005         | 26 oktober 2005        | 28 september 2005      |
|        | 7            | 25            | 17 september 1995 – 19 maj 1996     | 3Fxx         | 31 december 2005       | 30 januari 2006         | 12 april 2006          | 29 mars 2006           |
|        | 8            | 25            | 27 oktober 1996 – 18 maj 1997       | 4Fxx         | 15 augusti 2006        | 2 oktober 2006          | 4 oktober 2006         | 27 september 2006      |
|        | 9            | 25            | 21 september 1997 – 17 maj 1998     | 5Fxx         | 19 december 2006       | 29 januari 2007         | 7 mars 2007            | 21 mars 2007           |
|        | 10           | 23            | 23 augusti 1998 – 16 maj 1999       | AABFxx       | 7 augusti 2007         | 10 september 2007       | 29 augusti 2007        | 26 september 2007      |
|        | 11           | 22            | 26 september 1999 – 21 maj 2000     | BABFxx       | 7 oktober 2008         | 6 oktober 2008          | 29 oktober 2008        | 5 november 2008        |
|        | 12           | 21            | 1 november 2000 – 20 maj 2001       | CABFxx       | 18 augusti 2009        | 28 september 2009       | 2 september 2009       | 2 september 2009       |
|        | 13           | 22            | 6 november 2001 – 22 maj 2002       | DABFxx       | 20 augusti 2010        | 22 september 2010       | 29 september 2010      | 1 december 2010        |
|        | 14           | 22            | 3 november 2002 – 18 maj 2003       | EABFxx       | 6 december 2011        | 10 oktober 2011         | 16 november 2011       | 30 november 2011       |
|        | 15           | 22            | 2 november 2003 – 23 maj 2004       | FABFxx       | 4 december 2012        | 3 december 2012         | 5 december 2012        | 12 december 2012       |
|        | 16           | 21            | 7 november 2004 – 15 maj 2005       | GABFxx       | 3 december 2013        | TBA                     | TBA                    | TBA                    |
|        | 17           | 22            | 11 september 2005 – 21 maj 2006     | HABFxx       | 2 december 2014        | TBA                     | TBA                    | TBA                    |
|        | 18           | 22            | 10 september 2006 – 20 maj 2007     | JABFxx       | TBA                    | TBA                     | TBA                    | TBA                    |
|        | 19           | 20            | 23 september 2007 – 18 maj 2008     | KABFxx       | TBA                    | TBA                     | TBA                    | TBA                    |
|        | 20           | 21            | 28 september 2008 – 17 maj 2009     | KABFxx       | 12 januari 2010        | TBA                     | 20 oktober 2010        | 20 januari 2010        |
|        | 21           | 23            | 27 september 2009 – 23 maj 2010     | MABFxx       | TBA                    | TBA                     | TBA                    | TBA                    |
|        | 22           | 22            | 26 september 2010 – 22 maj 2011     | NABFxx       | TBA                    | TBA                     | TBA                    | TBA                    |
|        | 23           | 22            | 15 september 2011 – 20 maj 2012     | PABFxx       | TBA                    | TBA                     | TBA                    | TBA                    |
|        | 24           | 22            | 30 september 2012 – 19 maj 2013     | RABFxx       | TBA                    | TBA                     | TBA                    | TBA                    |
|        | 25           | 22            | 29 september 2013 – 18 maj 2014     | SABFxx       | TBA                    | TBA                     | TBA                    | TBA                    |
|        | 26           | 22            | 28 september 2014 – 17 maj 2015     | TABFxx       | TBA                    | TBA                     | TBA                    | TBA                    |
|        | 27           | 22            | 27 september 2015 – 22 maj 2016     | TABFxx       | TBA                    | TBA                     | TBA                    | TBA                    |
|        | 28           | 22            | 25 september 2016 – 21 maj 2017     | TABFxx       | TBA                    | TBA                     | TBA                    | TBA                    |
|        | 29           | 21            | 1 oktober 2017 – 20 maj 2018        | TABFxx       | TBA                    | TBA                     | TBA                    | TBA                    |

### Skådespelarna
Serien omfattar sex huvudrollsinnehavare, som alla har medverkat i serien sedan starten:
- Dan Castellaneta spelar Homer Simpson, samt flera andra återkommande figurer - däribland Abraham Simpson, Barney Gumble och clownen Krusty, Mayor Quimby, groundskeeper Willie (från Skottland)
- Julie Kavner spelar Marge Simpson, samt hennes kvinnliga släktingar
- Nancy Cartwright spelar Bart Simpson, samt flera av hans skolkamrater; Nelson Muntz, Todd Flanders, Ralph Wiggum med flera.
- Yeardley Smith spelar Lisa Simpson, den enda figuren hon spelar regelbundet, men har gett röst åt några andra få.
- Hank Azaria spelar Moe Szyslak, Clancy Wiggum, Apu Nahasapeemapetilon med flera.
- Harry Shearer spelar Charles Montgomery Burns, Waylon Smithers, Seymour Skinner, Ned Flanders, Timothy Lovejoy, Julius Hibbert med flera.

Utöver huvudrollsinnehavarna har framför allt sex ytterligare skådespelare varit knutna till serien sedan den startade:
- Marcia Wallace spelade Edna Krabappel
- Pamela Hayden spelar Milhouse Van Houten, Jimbo Jones, Rod Flanders, Sarah Wiggum med flera.
- Russi Taylor spelar Martin Prince, Sherri och Terri, Üter Zörker med flera.
- Tress MacNeille spelar Agnes Skinner, Brandine Spuckler, Lindsey Naegle Crazy cat lady med flera.
- Maggie Roswell (ersatt av Marcia Mitzman Gaven 1999-2002) spelar Maude Flanders, Helen Lovejoy, Elizabeth Hoover, Luann van Houten med flera.
- Frank Welker spelar sedan 1991 Santa's Little Helper och Snowball med flera djur.

Under den första säsongen medverkade även Chris Latta, som gjorde originalrösterna till mr. Burns och Moe, innan dessa roller fylldes av de fasta skådespelarna.
En handfull skådespelare har medverkat i serien knutna till en eller ett par specifika bifigurer:
- Doris Grau som Lunchlady Doris (1989-1995)
- Ron Taylor som Bleeding Gums Murphy (1990–1995)
- Alex Rocco som Roger Meyers Jr. (1990–1997)
- Kelsey Grammer som Sideshow Bob (1990–)
- Phil Hartman som Lionel Hutz och Troy McClure (1991-1998)
- Joe Mantegna som Fat Tony D'Amico (1991–)
- Jan Hooks som Manjula Nahasapeemapetilon (1997–)
- Jane Kaczmarek som Constance Harm (2001–)

Flera skådespelare har dessutom medverkat under stora delar av serien, men huvudsakligen som bakgrundsfigurer - bland dessa märks framför allt:
- Jo Ann Harris (1989-1992)
- Albert Brooks (1990–)
- Greg Berg (1990-1997)
- Jon Lovitz (1991–)
- Maurice LaMarche (1995–)
- Karl Wiedergott (1998-)
- James Earl Jones (1990-)

Serien har många kända gästskådespelare, som ofta spelar sig själva.

### Manusförfattarna
Huvudförfattare för serien har varierat över åren:
- Säsong 1-2: Matt Groening, James L. Brooks och Sam Simon (Groening och Brooks kvarstår dock fortfarande som exekutiva producenter och rådgivare för serien)
- Säsong 3-4: Al Jean och Mike Reiss
- Säsong 5-6: David Mirkin
- Säsong 7-8: Bill Oakley och Josh Weinstein
- Säsong 9-12: Mike Scully
- Säsong 13-31: Al Jean
- Säsong 32- : Al Jean och Matt Selman

Till sin hjälp har huvudförfattarna en stab av cirka 15 avsnittsförfattare som utformar de enskilda avsnitten. Denna är under ständig förnyelse, men bland de mest signifikanta märks John Swartzwelder (1990-2003), Jon Vitti (1990-2004), Conan O'Brien (1992-1994), Josh Weinstein (1992-1996), David X. Cohen (1994-1998), Dan Greaney (1995-2005), Ian Maxtone-Graham (1996-2006), Matt Selman (1998-), Tim Long (1999-2006), John Frink (2000-), Don Payne (2000-), J. Stewart Burns (2003-), Joel H. Cohen (2001-) och Kevin Curran (2002-).

### Animatörerna
De första avsnitten av serien animerades samtliga av Klasky Csupo, som även hade svarat för de tidigare kortfilmerna. I och med att serien steg i popularitet och arbetstrycket ökade lade studion ut stora delar mellananimeringen på utomamerikanska animationsstudior, huvudsakligen i Sydkorea, medan figurer och bakgrunder fortfor att animeras hemmavid.
Under produktionen av seriens fjärde säsong valde produktionsbolaget Gracie Films att inte förnya kontraktet med Klasky Csupo, utan anlitade istället Phil Romans studio Film Roman, som har ansvarat för huvudanimationen sedan dess. Precis som tidigare sker dock den största delen av mellananimeringen utanför USA:s gränser.
Ett vanligt missförstånd är att animationen är helt digitaliserad, vilket inte stämmer, då det bara är färgläggningen som sedan den fjortonde säsongen görs med digitala medel. Bilderna ritas sedan dess på ritbordet "Cintiq" som kopierar innehåller till datorn och teckningarna färgläggs sedan i programmet "Toon Boom". Sedan säsong 20 sänds serien i HDTV.

### TV-sändningar
Serien utvecklades för det amerikanska TV-nätverket FOX, som fortfarande sänder serien i dess hemland, där den blivit bolagets största framgång.
I Storbritannien var det först FOX systerkanal Sky One som visade Simpsons, något som de fortfarande gör. I mitten av 1990-talet fick BBC rättigheterna för att sända Simpsons i marknätet och har sedan gjort det i BBC Two. Programmet blev dock för dyrt för BBC och från 2004 visas serien på Channel 4 i stället.
Liksom i Sverige visas i Norge och Danmark serien också i MTG:s kanaler, i Norge Viasat 4 och TV3 och i Danmark TV3 och TV3+. I Finland visas kanalen av MTV Oys kanaler MTV3 och SubTV. På Island är det Stöð 2 som visar serien. I Frankrike visas Simpsons i betalkanalen Canal Plus.

#### Sverige
I Sverige debuterade Simpsons 29 november 1990, i TV3. Den fann dock inte sin publik och bytte flitigt sändningstid. Hösten 1993 bestämde sig kanalen för att försöka marknadsföra TV-serien som ett barnprogram och flyttade den till den barnvänliga tiden 18:00. Samtidigt gjorde man om programmet från undertextat till dubbat program, med Per Sandborgh som Homer och Lena Ericson som Marge.
TV3:s dubbade Simpsons ledde dock till högljudda protester från delar av publiken, så efter några få avsnitt återgick man till de amerikanska originalrösterna. Detta skedde trots att TV3:s dåvarande informationschef hävdat att man inte tänkte vika sig för någon "kulturell mobb". Dock fortsatte de oregelbundna sändningstiderna, först i TV3 och senare i andra Viasat-kanaler som ZTV och TV6. Olika kanaler kan i Sverige visa två år gamla avsnitt parallellt med 12 år gamla diton. Detta kan jämföras med den konsekventa sändningstiden i USA – 20:00 på söndagar.
I Sverige visas Simpsons numera på TV6, där det visas fem avsnitt på måndagar, fyra avsnitt på tisdagar, onsdagar, torsdagar och fredagar och två avsnitt på lördagar och söndagar. Serien har även gått i MTGs TV-kanaler TV3 och ZTV.[när?] Mellan 2002 och 2005 hade TV4 rättigheterna för de äldsta Simpsonsavsnitten innan de återtogs av MTG. Kvalitén på undertexten varierar beroende på avsnitt och säsong; de äldsta säsongerna innehöll flera felaktigheter i undertexten då man inte hade någon fast textare för serien till mitten av säsong 13 då John Thelin började texta de flesta avsnitten. Han arbetade med serien till säsong 20 då Mario och Gabriel Bernengo blev nya textare.[källa behövs]

## Stildrag och handling
Figurerna i Simpsons har en distinkt gul hudfärg, fyra fingrar på varje hand (inklusive tumme) och stora ögon. Detta har gjort att serien har ett unikt utseende som gör att figurerna känns igen ögonblickligen, möjligen med undantag för Matt Groenings övriga serier, till exempel Futurama.
Avsnitten i Simpsons kännetecknas av en drift med vardagligheter, satir, en blandning av realism och absurdism samt en tydlig USA-kritik och kulturella referenser. När en kändis är med som figur i serien spelas denne ofta av sig själv.
Något annat som används flitigt i serien är "den flexibla verkligheten". Familjen har det ganska knapert, Homer tjänar 40$ om dagen men har ändå när det behövs en sprängfylld plånbok. Ett exempel på en vanlig situation är till exempel när Bart frågar: "Hey dad, can I get 750 dollars?" Varpå Homer tar ut en sedelbunt ur plånboken, men sedan säger: "Wait a minute... what for?". Samtidigt speglar serien religionens betydelse i USA samt i många fall traditionell amerikansk kultur och amerikanska värderingar.
Utöver reguljära avsnitt produceras även flera alternativa berättelser. Varje höst kommer ett halloween-avsnitt; Treehouse of Horror, som innehåller tre skräckhistorier, inspirerade av Twilight Zone och ofta parodier på kända rysarfilmer och böcker. Emellanåt förekommer även andra specialavsnitt, där figurerna exempelvis får gestalta historiska eller bibliska händelser.
Många avsnitt som utspelas i framtiden har visats, bland annat avsnitten Lisas Wedding där Lisa blir spådd och får veta hur hennes första riktiga kärlek blir, Bart to the Future där Bart får se sin framtid som patetisk öldrickande lodis - bror till Amerikas president; Lisa Simpson, Future-Drama där Lisa och Bart tar studenten tillsammans och Holidays of Future Passed där Bart, Lisa och Maggie är föräldrar (inte än för Maggie medan hon var gravid i avsnittet) och försöker få deras barns uppmärksamhet medan julen är på väg.
Ett stort mysterium som under många år har följt serien är vilken delstat de bor i. Det diskuteras mycket om de bor i en fiktiv delstat som heter North Takoma. Det döljs dock mycket skickligt, vilken det egentligen är, exempelvis när Simpsons är i Brasilien och Lisas brasilianska fadderbarn säger att han har skickat brev, men det är svårt att veta vilken delstat de bor i. Lisa svarar då: "Well, it's not so hard if you follow the clues". Bland ledtrådarna finns att Springfield ligger nära havet, att vintrarna är snörika, att det växer jätteträd av amerikansk sekvoja nära staden, och att det finns höga berg i närheten.

### Travestier
Man travesterar snarare än parodierar - gärna på andra TV-serier eller kända filmer. Travestier på en lång rad filmer är vanligt förekommande.
Ett återkommande inslag i serien är Barts och Lisas favoritprogram på TV; Itchy & Scratchy. Det rör sig om en mus och en katt av samma modell som Tom och Jerry men betydligt våldsammare - blod och förlorade kroppsdelar förekommer i stor mängd. Hela den animerade amerikanska filmindustrin får sig här en omgång, främst då Hanna-Barbera Productions och MGM Cartoon Studio.

### Vinjetten
Något som utmärker Simpsons är att fyra scener i varje programs vinjett är unika för de flesta avsnitten. Den första är annonsskylten utanför skolan, Den andra är när Bart har kvarsittning i skolan och skriver på tavlan, där texten är annorlunda varje gång. Den tredje är Lisas saxofonsolo. Den fjärde är när familjen sätter sig i soffan precis innan programmet börjar, vilket är den enda av dessa som ingått i nästan varje avsnitt. Den scenen kan vara mycket annorlunda, till exempel med figurerna utbytta eller ändrade.
Vinjetten är ibland förkortad, så att ett eller flera av dessa moment utgår. Scenen där familjen sätter sig i soffan finns dock i de flesta avsnitt, kallad (Couch gag).

### Standardinslag
Serien innehåller många återkommande repliker. I själva verket har de flesta rollfigurer en eller flera repliker som de har i nästan varje avsnitt: Homer har till exempel sitt "D'oh", Bart har sitt "¡Ay, caramba!"/"Eat my shorts", Marge har "Hmmmmmm", Mr. Burns har sitt "Excellent", Nelson sitt "Ha-ha", Barney har sina rapar, doktor Hibbert sitt skratt, doktor Nick Rivera har "Hi, everybody!" och har översatts i olika språk i olika avsnitt, och grannen Flanders sitt säregna "di-de-li-ho".

## Mottagande

### Utmärkelser
Serien har tilldelats en mängd prestigefyllda priser och utmärkelser; däribland 27 Emmy-statyetter, 30 Annie-statyetter och en Peabody-statyett. 1998 utsåg Time Magazine Simpsons till 1900-talets bästa TV-serie, och sedan januari 2000 har serien en stjärna på Hollywood Walk of Fame. IGN utnämnde i januari 2009 Simpsons på 1:a plats av Topp 100 bästa animerade TV-serier.

### Rekord
Vid tjugoårsjubileet meddelade Guinness rekordbok att serien har världsrekord som amerikanska längst sända animerade TV-serie sedan avsnitt 412. Under säsong 20 fick serien utmärkelsen för att ha haft flest avsnitt för en sitcom. Simpsons har världsrekord i flest Emmy Awards för en animerad TV-serie, 20 stycken, och är sedan avsnitt 352 den TV-serie som har haft flest gästskådespelare. Simpsons är också den äldsta amerikanska primetime-serien. Mr. Burns har utsetts till den näst rikaste TV-figuren genom tiderna.[källa behövs]

## Merchandise och Simpsons i andra medier
Seriens popularitet har också gett upphov till en stor mängd prylar, leksaker och husgeråd. Även ett flertal brädspel har producerats — bland annat Simpsons-versioner av klassiska spel som Monopol, Scrabble och Jeopardy.

### DVD
Sedan 2001 ges TV-serien ut i DVD-boxar, med en säsong per box. Utöver säsongsboxarna har även flera DVD-skivor med separata TV-avsnitt getts ut, och serien finns även på VHS. Från och med den sjätte säsongen på DVD släppts även så kallade limited edition-boxar. Dessa är formade i hårdplast efter en av figurernas huvud.
Säsong 20 blev den första säsongen att ges ut på både DVD och Blu-ray.
| Boxset | Boxset                                      | DVD release       | DVD release             | DVD release       | DVD release         |
| Boxset | Boxset                                      | Region 1 USA      | Region 2 Storbritannien | Region 2 Sverige  | Region 4 Australien |
| ------ | ------------------------------------------- | ----------------- | ----------------------- | ----------------- | ------------------- |
|        | The Complete First Season                   | 25 september 2001 | 24 september 2001       | 30 juli 2001      | 3 oktober 2001      |
|        | The Complete Second Season                  | 6 augusti 2002    | 8 juli 2002             | 19 juni 2002      | 18 september 2002   |
|        | The Complete Third Season                   | 26 augusti 2003   | 6 oktober 2003          | 8 oktober 2003    | 22 oktober 2003     |
|        | The Complete Fourth Season                  | 15 juni 2004      | 2 augusti 2004          | 25 augusti 2004   | 25 augusti 2004     |
|        | The Complete Fifth Season                   | 21 december 2004  | 21 mars 2005            | 30 mars 2005      | 23 mars 2005        |
|        | The Complete Sixth Season                   | 16 augusti 2005   | 17 oktober 2005         | 26 oktober 2005   | 28 september 2005   |
|        | The Complete Seventh Season                 | 13 december 2005  | 30 januari 2006         | 12 april 2006     | 29 mars 2006        |
|        | The Complete Eighth Season                  | 15 augusti 2006   | 2 oktober 2006          | 4 oktober 2006    | 27 september 2006   |
|        | The Complete Ninth Season                   | 19 december 2006  | 29 januari 2007         | 7 mars 2007       | 21 mars 2007        |
|        | The Complete Tenth Season                   | 7 augusti 2007    | 10 september 2007       | 29 augusti 2007   | 26 september 2007   |
|        | The Complete Eleventh Season                | 7 oktober 2008    | 6 oktober 2008          | 29 oktober 2008   | 5 november 2008     |
|        | The Complete Twelfth Season                 | 18 augusti 2009   | 28 september 2009       | 2 september 2009  | 2 september 2009    |
|        | The Complete Thirteenth Season Även Blu-ray | 24 augusti 2010   | 13 september 2010       | 22 september 2010 | 22 september 2010   |
|        | The Complete Fourteenth Season Även Blu-ray | 6 december 2011   | 10 oktober 2011         | 16 november 2011  | 30 november 2011    |
|        | The Complete Twentieth Season Även Blu-ray  | 12 januari 2010   | 20 september 2010       | 20 oktober 2010   | 20 januari 2010     |

### Datorspel
Serien har även gett upphov till ett flertal datorspel. Utöver dessa har två flipperspel producerats: The Simpsons (1990) och The Simpsons Pinball Party (2003).
| Titel                                      | År   | Utgivare                        | Plattform(ar) |
| ------------------------------------------ | ---- | ------------------------------- | --- |
| Bart Simpson's Cupcake Crisis              | 1991 | Acclaim Entertainment           | Handhållen |
| The Arcade Game                            | 1991 | Konami                          | Arkad, DOS, Commodore 64, Xbox Live, Playstation Network                                                                                                 |
| Bart vs. the Space Mutants                 | 1991 | Acclaim/Ocean Software          | DOS, ZX Spectrum, Amstrad CPC, Commodore 64, Commodore Amiga, Atari ST, Nintendo Entertainment System, Sega Master System, Mega Drive/Genesis, Game Gear |
| Bart Simpson's Escape from Camp Deadly     | 1991 | Acclaim                         | Game Boy |
| Bart vs. the World                         | 1991 | Acclaim                         | NES, Sega Master System, Game Gear, Commodore Amiga |
| Bart's House of Weirdness                  | 1991 | Konami                          | DOS |
| Bart vs. The Juggernauts                   | 1992 | Acclaim                         | Game Boy |
| Krusty's Fun House                         | 1992 | Acclaim                         | Amiga, NES, DOS, Sega Master System, Game Gear, Game Boy, SNES, Mega Drive/Genesis                                                                       |
| Bartman Meets Radioactive Man              | 1992 | Acclaim                         | NES, Game Gear |
| Bart's Nightmare                           | 1992 | Acclaim                         | Mega Drive/Genesis, SNES |
| Bart & the Beanstalk                       | 1993 | Acclaim                         | Game Boy |
| Itchy & Scratchy in Miniature Golf Madness | 1993 | Acclaim                         | Game Boy |
| Virtual Bart                               | 1994 | Acclaim                         | SNES, Mega Drive/Genesis |
| The Itchy and Scratchy Game                | 1995 | Acclaim                         | SNES, Mega Drive/Genesis, Game Gear |
| Cartoon Studio                             | 1996 | Fox Interactive                 | Microsoft Windows, Mac |
| Virtual Springfield                        | 1997 | Fox Interactive                 | Microsoft Windows, Mac |
| The Simpsons Bowling                       | 2000 | Konami                          | Arkad |
| Night of the Living Treehouse of Horror    | 2001 | Fox Interactive/THQ             | Game Boy Color |
| The Simpsons Wrestling                     | 2001 | Fox Interactive/Activision      | Playstation |
| Road Rage                                  | 2001 | Fox Interactive/Electronic Arts | Playstation 2 GameCube Xbox Game Boy Advance |
| The Simpsons Skateboarding                 | 2002 | Electronic Arts/Fox Interactive | Playstation 2 |
| The Simpsons Hit & Run                     | 2003 | Vivendi Games                   | Playstation 2, GameCube, Xbox, Microsoft Windows |
| The Simpsons Game                          | 2007 | Electronic Arts                 | Xbox 360, Playstation 3, Wii, Nintendo DS, Playstation Portable, Playstation 2                                                                           |
| Minutes to Meltdown                        | 2007 | Electronic Arts                 | Mobil, Windows Mobile |
| Itchy and Scratchy Land                    | 2008 | Electronic Arts                 | Mobil, Windows Mobile |
| The Simpsons Arcade                        | 2009 | Electronic Arts                 | Iphone OS |
| The Simpsons: Tapped Out                   | 2012 | Electronic Arts                 | IOS |

### Tecknade serier
1993 grundade Matt Groening serieförlaget Bongo Comics tillsammans med Bill Morrison och paret Steve Vance och Cindy Vance, och i november samma år utkom det första numret av serietidningen Simpsons Comics. I januari 2007 publicerades nummer 127 av tidningen, som fortfarande utkommer.
Utöver huvudtidningen har förlaget publicerat en mängd systertidningar; däribland Bart Simpson's Treehouse of Horror, Bart Simpson, Simpsons Super Spectacular, Radioactive Man, Itchy & Scratchy Comics, Krusty Comics och Bartman, samt crossover-tidningar där familjen Simpson möter persongalleriet i Groenings andra TV-serie, Futurama.
2001 och 2005 gav Egmont Serieförlaget ut en svensk serietidning, Simpsons, som innehöll serier från flera av de amerikanska tidningarna. Crossover-tidningen The Simpsons Futurama Crossover Crisis utgavs av förlaget Serieplaneten som ett album på svenska under namnet Simpsons möter Futurama den 25 oktober 2010. Det är det första svenska seriealbumet med Simpsons.

### Långfilm
Den 27 juli 2007 hade biofilmen, The Simpsons: Filmen, premiär världen över. Filmen som är baserad på TV-serien Simpsons producerades av Gracie Films för 20th Century Fox. Animationerna svarade Film Roman för tillsammans med Rough Draft Studios.